# NEO VENUS
「NEO VENUS」（ネオ・ヴィーナス）は、日本のヴィジュアル系ロックバンド・Janne Da Arcの8作目のシングル。

## 概要
- 前作「Dry?」から約3ヶ月ぶり、アルバム『Z-HARD』からのリカットシングルである。リカットシングルは 4thシングル「Heaven's Place/Vanity」以来4作ぶりとなった。
- 表題曲はゲームボーイアドバンス専用ゲームソフト『バトルネットワーク ロックマンエグゼ』のCMソングに起用された。初めてCMソングを手掛けた。
- カップリング曲が既発曲や未発表曲のライブ音源となっている初の作品で、表題曲もリカットのため純粋な新録曲は収録されていない。

## 収録内容
| 全作詞: yasu。 |                                                  |           |           |                                           |      |
| #              | タイトル                                         | 作詞      | 作曲      | 編曲                                      | 時間 |
| 1.             | 「NEO VENUS」                                    | yasu      | kiyo      | kiyo & Janne Da Arc & 成田忍              | 4:34 |
| 2.             | 「EDEN〜君がいない〜 (at BUDOKAN Live Version)」 | yasu      | yasu      | yasu & Janne Da Arc & 明石昌夫 & 秦野猛行 | 5:41 |
| 3.             | 「-S- (at BUDOKAN Live Version)」                | yasu      | yasu      | yasu & Janne Da Arc                       | 4:25 |
| 合計時間:      | 合計時間:                                        | 合計時間: | 合計時間: | 14:40                                     |      |

## 楽曲解説
1. NEO VENUS
表題曲としては初めてkiyoが作曲を手掛けた楽曲。ミニアルバム『Resist』に収録されているStareの続編として位置づけられ、曲中には歌詞の一節が使われている。
2. EDEN〜君がいない〜 (at BUDOKAN Live Version)
同年1月13日に日本武道館で開催された『tour “FATE or FORTUNE”』からのライブ音源。
3. -S- (at BUDOKAN Live Version)
前曲同様、『tour “FATE or FORTUNE”』からのライブ音源。この楽曲は2019年の解散まで音源化されていない。

## 参加ミュージシャン
Janne Da Arc
- yasu：Vocal
- you：Guitar
- ka-yu：Bass
- kiyo：Keyboards
- shuji：Drums

## タイアップ
- カプコン製ゲームボーイアドバンス専用ゲームソフト『バトルネットワーク ロックマンエグゼ』CMソング (#1)

## 収録アルバム
- Z-HARD (#1)
- SINGLES (#1)
- Janne Da Arc MAJOR DEBUT 10th ANNIVERSARY COMPLETE BOX (#1)